# Harry Ryan
Harry Edgar Ryan (St Pancras, 21 novembre 1893 – Ealing, 14 aprile 1961) è stato un pistard britannico. Ai Giochi olimpici di Anversa, nel 1920, vinse la medaglia d'oro nel tandem in coppia con Thomas Lance e la medaglia di bronzo nella velocità.